# Luise Rainer

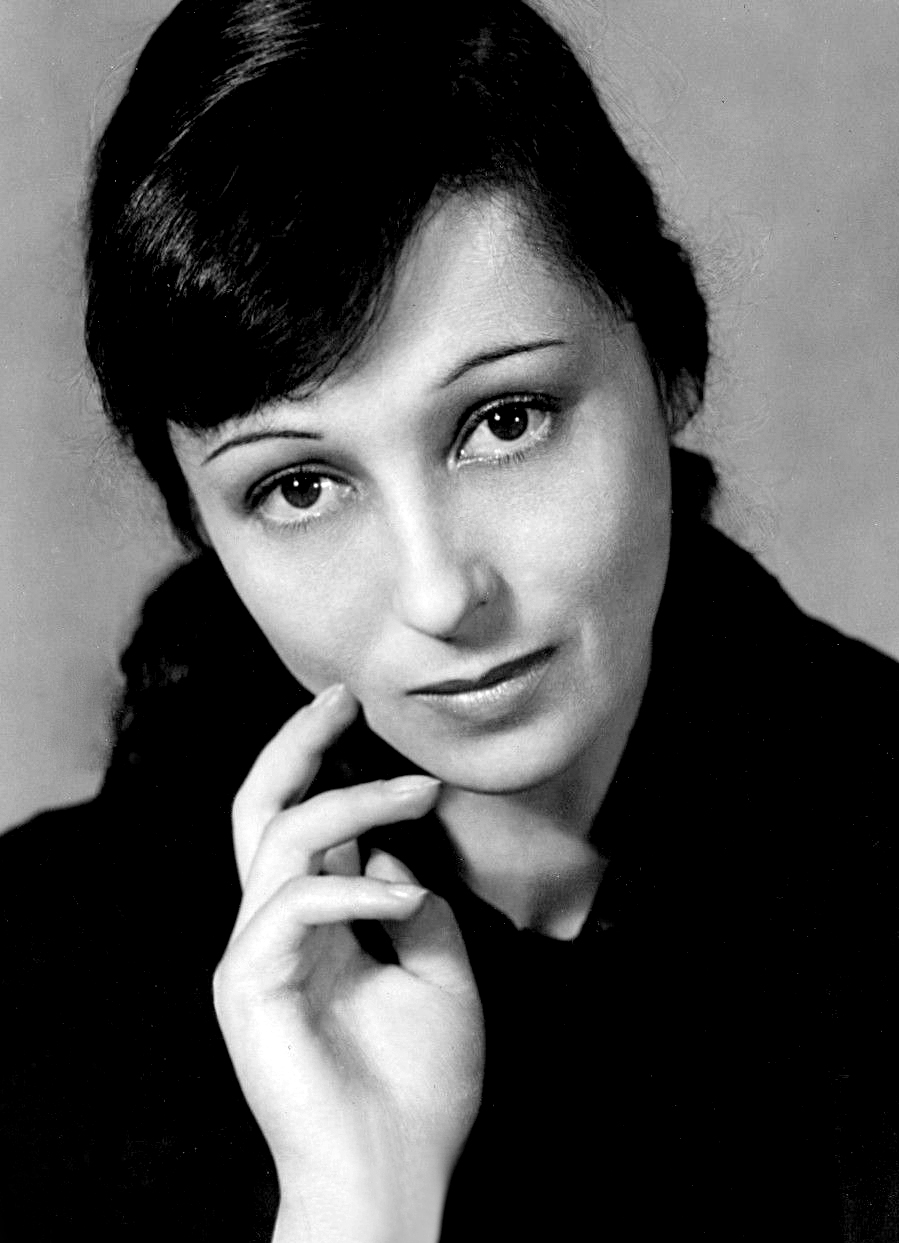
Luise Rainer (1941)

Luise Rainer (* 12. Januar 1910 in Düsseldorf; † 30. Dezember 2014 in London) war eine deutsche Schauspielerin und zweifache Oscargewinnerin. Ihre Karriere begann 1928; zunächst spielte sie unter anderem bei Max Reinhardt in Wien. 1935 nahm sie ein Angebot für einen Siebenjahresvertrag der MGM an und zog in die Vereinigten Staaten, wo sie schnell populär wurde.
1937 gewann sie einen Oscar als beste Hauptdarstellerin in dem Film Der große Ziegfeld, 1938 einen weiteren in derselben Kategorie für die Hauptrolle im Film Die gute Erde. Ihre Karriere in Hollywood endete 1938 nach einem Streit mit dem MGM-Studiochef Louis B. Mayer. Luise Rainer ist bis heute die einzige deutsche Schauspielerin, die Oscars gewinnen konnte. Im Umfeld des Zweiten Weltkriegs engagierte sie sich in den USA stark für die Flucht von Juden aus dem nationalsozialistisch regierten Heimatland.

## Leben und Werk

### Frühes Leben und Anfänge als Schauspielerin
Luise Rainer wurde als Tochter des Geschäftsmannes Heinrich Rainer und seiner Ehefrau Emilie in eine jüdische Familie geboren. Im Laufe ihrer Kindheit zog sie nach Hamburg und später nach Wien. Sie hatte zwei Brüder. Schon früh interessierte sie sich für das Showbusiness und galt als sehr sportlich. Ihren Vater beschrieb Rainer später als „tyrannisch“ und „besitzergreifend“, während sie ihre Mutter, eine Pianistin, als „liebend“, aber sehr abhängig von ihrem Vater beschrieb. Luise Rainer kehrte unter einem Vorwand in ihre Heimatstadt Düsseldorf zurück und absolvierte dort zwischen 1927 und 1928 eine Ausbildung zur Theaterschauspielerin an der Hochschule für Bühnenkunst, die dem Schauspielhaus Düsseldorf von Louise Dumont und Gustav Lindemann angeschlossen war. Ihr Vater war gegen eine Arbeit als Schauspielerin und nannte sie eine „Hure“. Ein erstes Engagement hatte sie von 1928 bis 1931 am Schauspielhaus in Düsseldorf. In den folgenden Jahren drehte Rainer ihre ersten Filme, darunter 1932 Sehnsucht 202 und Madame hat Besuch, und wurde von Max Reinhardt für das Wiener Theater in der Josefstadt engagiert.

### Kurze Karriere in Hollywood
Nachdem ein Talentsucher in den Diensten Hollywoods in Wien auf Rainer aufmerksam wurde, nahm Louis B. Mayer sie 1935 für MGM unter Vertrag. Weil wegen der Ereignisse in Nazi-Deutschland Vorbehalte in der amerikanischen Öffentlichkeit gegen deutsche Künstler bestanden, lancierte MGM Rainer als Österreicherin. Sie wurde als neue Greta Garbo vermarktet; die gleiche Methode wandte Mayer dann auch bei Hedwig Kiesler an, die er in Hedy Lamarr umbenannte.
Ihre erste Hollywood-Rolle hatte Luise Rainer 1935 an der Seite von William Powell in Escapade, nachdem Myrna Loy für mehr Geld gestreikt und die Rolle abgelehnt hatte. Neben Powell agierte die Rainer in zwei weiteren Filmen. Schon mit ihrer zweiten Rolle als Anna Held in dem aufwendig produzierten Musical Der große Ziegfeld aus dem Jahr 1936 bekam sie den Oscar als beste Hauptdarstellerin. Berühmt wurde die Szene, in der Anna Held, frisch geschieden von Ziegfeld, diesem am Telefon zu seiner neuen Hochzeit gratuliert und dabei ihre Tränen hinter einem Lächeln verbirgt. Sie wurde somit zur einzigen deutschen Schauspielerin, die je einen Oscar gewann. Solche dramatischen Szenen wurden danach zu einem Markenzeichen von Rainer, die für die Darstellung auch den New York Film Critics Circle Award gewann. Wegen ihrer emotionsgeladenen Filmauftritte bekam sie sogar den Spitznamen „die Wiener Träne“ – „the Viennese Teardrop“. 1937 wurde Rainer in Die gute Erde als chinesische Bäuerin eingesetzt, die Hungersnot und Revolution erlebte und sich für Mann und Familie aufopferte. Die Rolle der O-Lan hatte zwar nur wenig Text, doch Luise Rainer überzeugte die Kritiker durch Mimik und Gestik, was ihr zum zweiten Mal einen Oscar, erneut als beste Hauptdarstellerin, einbrachte. Die Kamera führte übrigens in dem Film der 1929 aus Deutschland emigrierte und sehr profilierte Karl Freund.
Bis heute ist Rainer die einzige deutsche Schauspielerin, die einen Oscar als beste Hauptdarstellerin gewann. Und es kam noch ein zweiter dazu. Damit war sie die erste Person überhaupt, die zwei Schauspieloscars gewinnen konnte (noch ein Jahr vor Spencer Tracy, der 1938 seinen zweiten Oscar bekam). Sie selbst sah ihre zwei Oscars eher als Fluch, da diese bei Studio und Publikum übergroße Erwartungen ausgelöst hätten, die sie nie hätte erfüllen können. Einen ihrer Oscars benutzte sie als Türstopper und schenkte ihn bei ihrem Umzug nach London einem Möbelpacker – allerdings orderte sie später bei der Academy Ersatz für den verschenkten Oscar.
Anschließend spielte Rainer Hauptrollen in teuren Produktionen wie Dramatic School und The Great Waltz, jedoch waren viele ihrer Filme beim Publikum nur mittelmäßig erfolgreich. Ende 1937 kündigte sie ihren laufenden Vertrag und verließ Hollywood. Im Studio galt die Schauspielerin als schwierig, weil sie bessere und vielfältigere Rollentypen forderte. Zudem soll ihr damaliger Ehemann Clifford Odets regelmäßig in die Karriereplanung hineingeredet haben. Studioboss Louis B. Mayer rief ihr bei der Kündigung hinterher: „Wir haben Sie erschaffen, wir werden Sie vernichten!“, woraufhin Rainer angeblich antwortete: „Gott hat mich erschaffen – in 20 Jahren sind Sie tot, ich aber werde eine berühmte Schauspielerin sein.“

### Späteres Leben
Rainer engagierte sich gemeinsam mit Albert Einstein stark für die Flucht von Juden aus dem nationalsozialistischen Deutschland. So half sie auch Bertolt Brecht bei dessen Flucht aus Deutschland. Ab dem 10. März 1940 hatte sie in George Bernard Shaws Saint Joan am Belasco Theatre in Washington, D.C. einen großen Theatererfolg. Regie führte der deutsche Emigrant Erwin Piscator, der seit seinem Fortgang aus Deutschland 1931 nicht mehr am Theater gearbeitet hatte und damals in Washington auf die Gründung eines US-amerikanischen Nationaltheaters hinwirkte. 1943 drehte sie mit dem nach einer Vorlage von Stefan Heym entstandenen Kriegsdrama Hostages ihren letzten Film in den USA.
Anschließend zog Rainer nach Europa zurück, wo sie bis zu ihrem Tod in der Schweiz und Großbritannien lebte. Rainer war in zweiter Ehe von 1945 bis zu dessen Tod 1989 mit dem Verleger Robert Knittel verheiratet, dem Sohn des Schweizer Schriftstellers John Knittel. Ihre Tochter Francesca Knittel Bowyer ist Schauspielerin und Schriftstellerin.
Ab den späten 1940er-Jahren übernahm Rainer mehrfach im britischen und amerikanischen, einmal auch im österreichischen Fernsehen einzelne Rollen. Pläne für ein Kino-Comeback zerschlugen sich hingegen mehrmals. Federico Fellini wollte die Schauspielerin in Das süße Leben (1960) einsetzen. Als Rainer feststellte, dass sie eine Bettszene mit Marcello Mastroianni drehen sollte, reiste sie überstürzt von den Dreharbeiten aus Rom wieder ab. 1997 war Rainer als Großmutter in dem Kinofilm Der Spieler von Károly Makk zu sehen, der nach dem gleichnamigen Roman von Fjodor Dostojewski entstand. Am 16. Juni 1998 kehrte Luise Rainer nach über sechs Jahrzehnten Abwesenheit erstmals vor eine deutsche Kamera zurück und war Stargast in Alfred Bioleks spätabendlicher Talkshow Boulevard Bio. 2003 sprach sie ein Gedicht in Poem – Ich setzte den Fuß in die Luft und sie trug, was zu ihrer letzten Schauspielarbeit wurde.

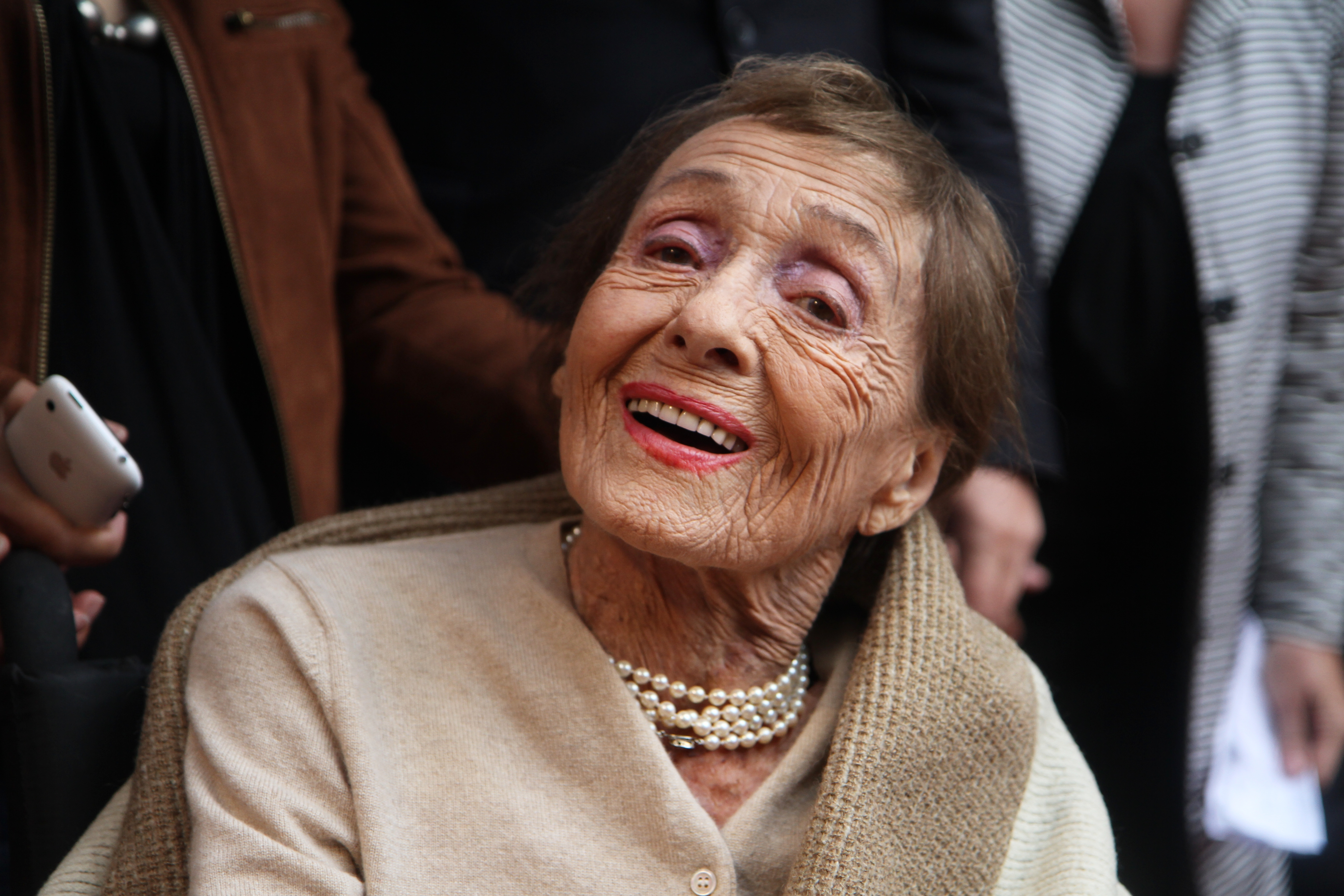
Luise Rainer bei ihrer Einführung auf dem Boulevard der Stars in Berlin 2011.

Rainer reiste noch zweimal nach Los Angeles zu einer Oscarverleihung: 1998 und 2003. Zudem wurde sie mit einem Stern auf dem Hollywood Walk of Fame, Höhe 6300 Hollywood Boulevard, geehrt.
Am 5. September 2011 reiste Rainer nach Berlin, um einen Stern auf dem Boulevard der Stars entgegenzunehmen. Ihr Stern war der 21., der im Jahre 2011 vergeben wurde, nachdem 2010 insgesamt 20 Sterne vergeben wurden. Der Stern wurde als Ausnahme vergeben und das nicht ohne Kontroverse. Rainer war bei der Eröffnung des Boulevard der Stars 2010 unberücksichtigt geblieben, obgleich sie die einzige deutsche Schauspielerin war, die bei den Oscar gewonnen hatte. Im Oktober 2010 startete der neuseeländische Musikmanager Paul DH Baylay eine Kampagne für einen Stern, nachdem er die Auslassung von Rainer auf dem Boulevard bemerkt hatte. Die von Baylay initiierte Kampagne forderte die Presse und Politiker auf, auf die Schauspielerin und ihre Arbeit aufmerksam zu machen. Die Kampagne wurde durch den Zentralrat der Juden unterstützt. 2011 erhielt Rainer zwar eine Nominierung durch die Jury (Senta Berger, Gero Gandert, Uwe Kammann, Dieter Kosslick und Hans Helmut Prinzler), wurde aber ursprünglich abgelehnt. Im August 2011 gab der Boulevard der Stars nach Kampagnen auf Facebook, E-Mail und Briefen endgültig nach und zeichnete Rainer mit dem zusätzlichen Stern aus.
Im Oktober 2014 überholte sie Margaret Booth als langlebigste Oscar-Gewinnerin der Geschichte. Rainer starb am 30. Dezember 2014, zwei Wochen vor ihrem 105. Geburtstag, in London an den Folgen einer Lungenentzündung.

## Filmografie

### Kino
- 1932: Sehnsucht 202
- 1932: Madame hat Besuch
- 1933: Heut’ kommt’s drauf an
- 1934: Treffpunkt: Paris!
- 1935: Seitensprung (Escapade)
- 1936: Der große Ziegfeld (The Great Ziegfeld)
- 1937: Die gute Erde (The Good Earth)
- 1937: Finale in St. Petersburg (The Emperor’s Candlesticks)
- 1937: Die große Stadt (Big City)
- 1938: The Toy Wife
- 1938: Der große Walzer (The Great Waltz)
- 1938: Dramatic School
- 1943: Hostages
- 1997: Dunkle Tage in St. Petersburg (The Gambler)
- 2003: Poem – Ich setzte den Fuß in die Luft und sie trug

### Fernsehen
- 1949: The Chevrolet Tele-Theatre (Folge 1x18)
- 1949: By Candlelight (Fernsehfilm)
- 1950: BBC Sunday-Night Theatre: The Seagull (Fernsehreihe)
- 1951: Faith Baldwin Romance Theatre (Folge 1x11)
- 1952: Schlitz Playhouse of Stars (Folge 1x34)
- 1950, 1953: Lux Video Theatre (2 Folgen)
- 1954: Suspense (Folge 6x27)
- 1957: BBC Sunday-Night Theatre: The Stone Faces (Fernsehreihe)
- 1963: Die kleinen Füchse (Fernsehfilm, ORF-Aufzeichnung einer Aufführung des Theater in der Josefstadt)
- 1965: Combat! (Folge 4x15)
- 1984: Love Boat (The Love Boat, Folge 7x22)
- 1991: A Dancer (Fernsehfilm)
- 1998: Boulevard Bio (Stargast in der ARD-Talkshow)

## Auszeichnungen

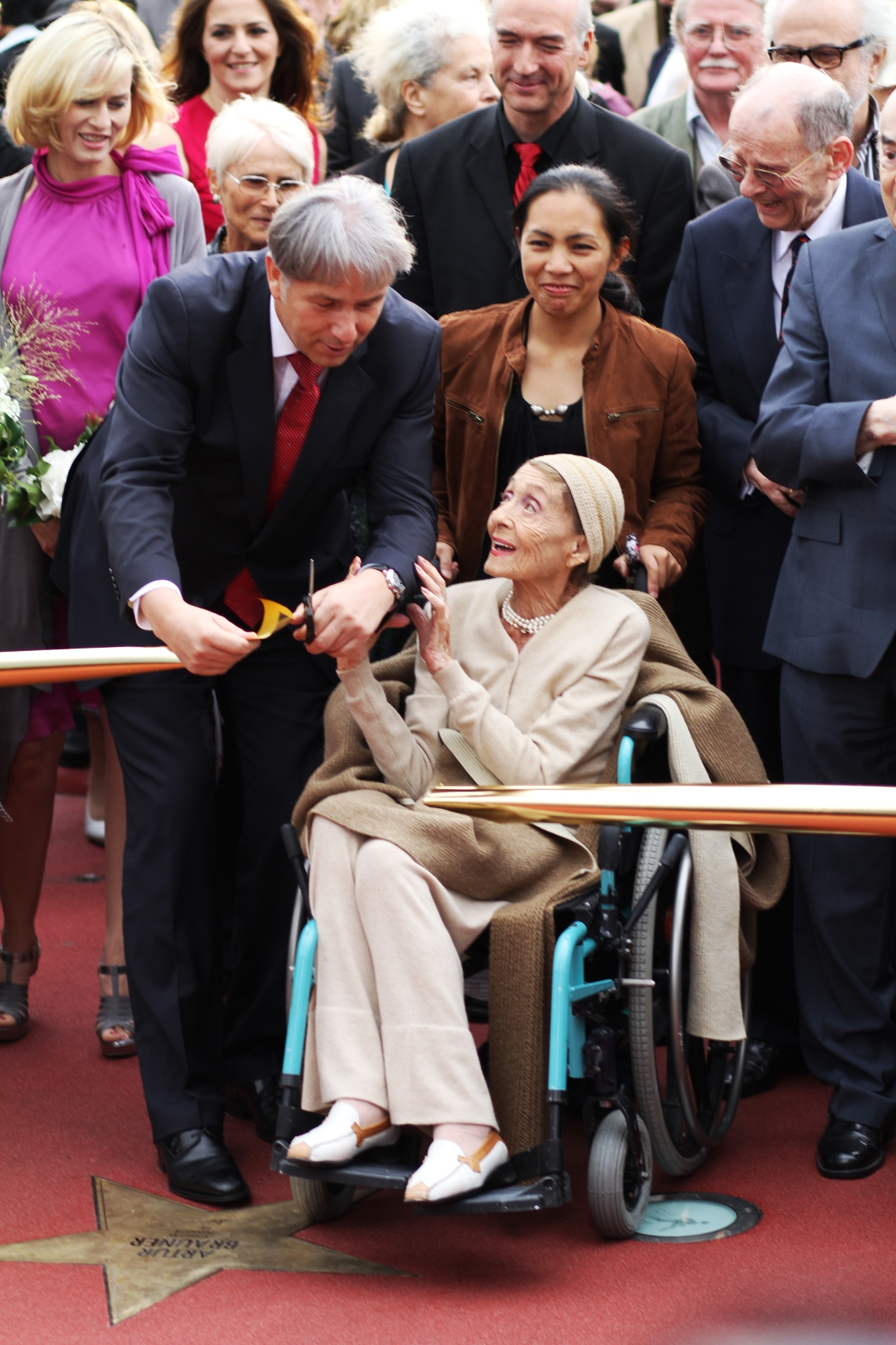
Rainer zerschneidet mit Klaus Wowereit das goldene Band des Boulevards der Stars (2011)

- 1936: New York Film Critics Circle Award: Beste Hauptdarstellerin für Der große Ziegfeld
- 1937: Oscar: Oscar als beste Hauptdarstellerin für Der große Ziegfeld
- 1938: Oscar: Oscar als beste Hauptdarstellerin für Die gute Erde
- 1985: Bundesverdienstkreuz 1. Klasse[11]
- 2011: Stern auf dem Boulevard der Stars[12]
- 2017: Luise-Rainer-Straße in Düsseldorf-Flingern eingeweiht